# JWM
JWM, Gerenciador de Janelas do Joe (Joe's Window Manager (em inglês)), é um gerenciador de janelas para o X Window System escrito por Joe Wingbermuehle. JWM é escrito totalmente em C e usa apenas um mínimo da Xlib.  Suporte para os seguintes podem ser adicionados como opções no momento da compilação:
- PNG e/ou ícones XPM
- Xft
- Xinerama
- FriBidi
- Shape extension

Ele fornece uma interface similar à do Windows 98 e é algo compatível com GNOME, Motif e Extended Window Manager Hints.
JWM é o gerenciador de janelas padrão utilizado no Damn Small Linux, System Rescue CD, maioria das versões Puppy Linux, e na distribuição de uso moderado de memória Slitaz.